# يان فوريل
يان فوريل (بالتشيكية: Jan Vorel)‏ هو لاعب كرة قدم تشيكي في مركز الدفاع، ولد في 1 سبتمبر 1978 في براغ في بوهيميا. شارك مع منتخب التشيك تحت 18 سنة لكرة القدم ومنتخب التشيك تحت 19 سنة لكرة القدم ومنتخب جمهورية التشيك تحت 20 سنة لكرة القدم ومنتخب جمهورية التشيك تحت 21 سنة لكرة القدم. أما مع النوادي، فقد لعب مع أريس ليماسول وأيل ليماسول وسلافيا براغ.

## وصلات خارجية
- يان فوريل على موقع الاتحاد التشيكي (الإنجليزية)
- يان فوريل على موقع قاعدة بيانات كرة القدم.إي يو (الإنجليزية)
- يان فوريل على موقع Soccerway.com (الإنجليزية)
- يان فوريل على موقع عالم كرة القدم.نت (الإنجليزية)